# Rapunzel
Rapunzel (pronunciado /ʁaˈpʊnt͡sl̩/ (escucharⓘ)) es un cuento de hadas de la colección de los hermanos Grimm.
En la colección de cuentos de los Hermanos Grimm, Rapunzel es el n.º 12. Corresponde al tipo 310 de la clasificación de Aarne-Thompson: La doncella en la torre.

## Trama
Un matrimonio campesino que quería tener un hijo vivía al lado de un jardín rodeado de flores que pertenecía a una malvada bruja. La esposa queda embarazada y ve unos rapónchigos (o campanillas, en las versiones en inglés) plantados en el jardín, que se le antojan en forma intensa. Su marido decide juntar algunas y termina enfrentándose con la bruja, llamada Gothel, quien lo acusa del robo. Él le ruega piedad, y la bruja le da algunas campanillas para que se las lleve a su esposa a condición de que el hijo que espera le sea entregado a ella. Él acepta. El bebé nace como una hermosa niña; la bruja aparece, le designa el nombre de la planta, Rapunzel, y se la lleva. El matrimonio sufre pero tienen otros hijos, y se van olvidando de su primogénita. Cuando Rapunzel cumple doce, la malvada bruja Gothel la encierra lejos en una torre solitaria y alta, sin puerta de acceso, y va todos los días a visitarla, pidiéndole que deje caer su largo cabello rubio y dorado, para trepar hasta ella.
Un día, el hijo del Rey escucha a Rapunzel cantar, busca una puerta pero, sin encontrar ninguna forma de entrar, decide quedarse a la espera. Vuelve seguido a escucharla, hasta que un día puede oír a la bruja cantándole a Rapunzel: «Rapunzel, Rapunzel, deja tu pelo caer, así puedo trepar por la escalera dorada», y, de esta manera, el príncipe descubre cómo llegar a ella. Le pide que deje caer su cabello. Desde ese día, comienza a frecuentarla, se enamoran y él le propone matrimonio. Ella encantada, acepta.
Planean una forma de sacarla de la torre: él irá todas las noches, evitando a la bruja que la visita de día, y llevará seda, con la que Rapunzel tejerá hasta formar una especie de cuerda. Pero la bruja descubre que el príncipe visita a Rapunzel (en las versiones más antiguas italianas y francesas, porque ha quedado embarazada y ha tenido gemelos), lo que la lleva a cortarle el pelo y a abandonarla en medio de un pantano.
Cuando el príncipe llega por la noche, la bruja se ocupa de bajar las trenzas cortadas al alcance de él. Cuando el príncipe sube y se encuentra con la bruja en la torre, esta le dice que jamás volverá a ver a Rapunzel. Él, desesperado, cae de la torre sobre unos espinos y queda ciego. Termina rindiéndose porque ya no verá a la joven. Al poco tiempo, merodeando el príncipe por el pantano, encuentra a Rapunzel quien, al verlo en tal estado, decide llevarlo a su casa. Rapunzel llora triste y frustrada de dolor; las lágrimas de Rapunzel caen en los ojos del apuesto príncipe y él recupera la vista. Entonces, el príncipe y Rapunzel regresan al reino, se casan y son felices para siempre.
En algunas versiones, el cabello de Rapunzel vuelve a crecer cuando el príncipe lo toca. En otra versión, la bruja Gothel se pone a deshacer las trenzas tras caer el príncipe, pero el cabello se le escurre de las manos desde el balcón y la deja atrapada en la torre para siempre.

## Personajes
Los personajes que intervienen en la historia son:
- Rapunzel: La protagonista del cuento. Una joven con una larga y reluciente cabellera dorada quien es apartada de sus dos padres campesinos y encerrada en una torre por una malvada bruja. Pese a ello, mantiene un espíritu optimista y una actitud positiva. Su canto melódico atrae al príncipe, lo que eventualmente resulta en su liberación. Su historia es un testimonio de esperanza y resistencia en medio de la adversidad.
- Gothel: La villana principal del cuento. Una hechicera envidiosa que secuestra a Rapunzel, tras negociarla con sus padres para mantenerla prisionera y encerrada en una torre alta y sin salida. Utiliza el cabello de Rapunzel, su hija falsa y adoptiva, como único medio para entrar y salir de la torre, y mantiene a Rapunzel aislada del mundo exterior. Su personaje es una representación de la envidia, el egoísmo y la crueldad.
- El príncipe: El coprotagonista de la historia e interés amoroso de Rapunzel. Es el valiente héroe y príncipe del cuento quien se enamora de Rapunzel y hace todo lo posible por rescatarla de las garras de la bruja. Aunque pertenece a la realeza, es aventurero y dispuesto a enfrentar a cualquier peligro por amor. Su personaje es un símbolo de amor verdadero y coraje. Su amor por Rapunzel y su determinación para rescatarla a pesar de los obstáculos establecen su papel como el héroe de la historia.
- Los campesinos: Son el verdadero padre y la verdadera madre de Rapunzel. El padre de Rapunzel negocia con la malvada bruja Gothel pidiendo las flores de su jardín para su esposa embarazada, la madre de Rapunzel, a cambio de dejar que la malvada bruja Gothel rapte a su hija Rapunzel y se la llevé lejos de ellos dos para siempre.

## Adaptaciones

### Cine

#### Barbie Rapunzel(2002)
Película animada estadounidense. Basada en la princesa Rapunzel de los Hermanos Grimm siendo personificada por el personaje de Barbie. Es protagonizada por Kelly Sheridan como la voz del personaje titular.

#### Shrek Tercero(2007)
Película animada estadounidense de DreamWorks Animation. En el largometraje, aparece una versión malvada de Rapunzel como personaje secundario la cual forma parte del clan de las princesas y se convierte en amiga de Fiona, pero después termina revelando su verdadera personalidad tras traicionar a sus amigas para unirse al malvado Príncipe Encantador. Su voz es interpretada por Maya Rudolph.

#### Enredados(2010)
Película estadounidense animada de Walt Disney Animation Studios. Protagonizada por Mandy Moore como la princesa Rapunzel, Zachary Levi como el príncipe Flynn Rider y Donna Murphy como la malvada bruja Madre Gothel. La historia se basa en la popular historia de Rapunzel, una princesa con el largo, rubio y dorado cabello mágico que es capturada desde pequeña y escondida en una torre por la malvada bruja Madre Gothel, su madre falsa, adoptiva y secuestradora, quien no le cuenta nada del mundo exterior. Sin darse cuenta de su verdadera identidad, Rapunzel está desesperada por ver una exhibición de linternas que se lleva a cabo todos los años en un reino cercano en su cumpleaños, y solicita la ayuda de un apuesto ladrón llamado Flynn Rider para sacarla de la torre donde ella está encerrada por su madre falsa, adoptiva y secuestradora, la malvada bruja Madre Gothel.

#### Enredados por siempre(2012)
Cortometraje animado y secuela de Enredados. Cuenta con las voces de Mandy Moore y Zachary Levi y la historia se centra en la realización de la boda de Rapunzel y Flynn.

#### Into the Woods(2014)
Película basada en el musical homónimo. En la cinta, Rapunzel es interpretada por MacKenzie Mauzy.

#### Las vengadoras de Grimm(2015)
Película estadounidense que reúne en un equipo a varias princesas de cuentos de hadas entre ellas Rapunzel la cual es interpretada por Rileah Vanderbilt.

#### Enredados otra vez, el especial(2017)
Película animada distribuida por televisión. Cuenta la historia y las complicaciones y deberes que debe tener Rapunzel en su vida como princesa. Con las voces de Mandy Moore, Zachary Levi y Eden Espinosa.

### Televisión

#### Tangled
Serie de animación de Disney Channel, sirviendo de continuación de la película Enredados. Narra la historia de Rapunzel ya liberada de las garras de Madre Gothel adaptándose a su vida normal como princesa. Cuenta con las voces principales de Mandy Moore y Zachary Levi. Consta de 3 temporadas.

#### Los cuentos de los hermanos Grimm
Serie anime japonesa, producida por Nippon Animation entre 1987 y 1989. La historia de Rapunzel se cuenta en un episodio de la segunda temporada. Aunque varios detalles fueron añadidos y cambiados como: el hecho de que los padres de Rapunzel no son campesinos ni reyes y en cambio son herreros, no se menciona a la flor mágica, la bruja solo es referida como una anciana malvada apareciendo como tal, la bruja se hace pasar por su abuela mas no su madre, la primera vez que el príncipe nota la presencia de Rapunzel es porque la escucha tocando la lira y no cantando con su propia voz como en el relato original y en la parte final cuando el príncipe ciego pasa años buscando a Rapunzel la encuentra nuevamente por el sonido melodioso de su lira y a su reencuentro descubre a Rapunzel al cuidado de un niño que es hijo de ambos.

#### Bella solitaria
Serie surcoreana que cuenta la historia moderna de una chica inspirada en la historia de Rapunzel debido a que se mantiene encerrada a sí misma en su apartamento y sin contacto alguno con el mundo exterior. La serie es protagonizada por Park Shin-hye.

#### Érase una vez
Serie del canal ABC que consta de 7 temporadas. La historia se centra en dos mundos interconectados: el mundo real y el mundo fantástico en donde habitan los personajes de los cuentos de hadas. En la séptima temporada, aparece una versión malvada de Rapunzel revelándose su transformación en Lady Tremaine personificada y llamada como Rapunzel Tremaine contándose que se separó de sus 2 hijas tras ser secuestrada por Madre Gothel y varios años después cuando logró escapar y regresó a su hogar se topó con la sorpresa de que ya tenía una hijastra llamada Ella, la Cenicienta, a la que comienza a detestar mucho. Es interpretada por Alexandra Metz en la temporada 3 y por Meegan Warner y Gabrielle Anwar en la temporada 7.

#### Duología:PrincesasyBrujas
Telenovelas de América Televisión. Se centran en la historia moderna de las clásicas historias de princesas y demás personajes de cuentos de hadas, siendo Rapunzel una de las protagonistas y una versión alterna de Gothel una de las villanas principales. En la historia Rapunzel La Torre (interpretada por Priscila Espinoza) fue secuestrada de bebé por la malvada Elvira Hurtado (interpretada por Ana Cecilia Natteri) y entregada a una pareja de clase alta quienes la crían como si fuera su propia hija. De adulta, Rapunzel vive sufriendo una enfermedad que la deja postrada en una silla de ruedas y con pocos meses de vida por lo que se mantiene la mayoría del tiempo encerrada en su mansión y viviendo ilusionada y enamorada de su apuesto primo político Arturo Villarreal (interpretado por Juan Ignacio Di Marco).

### Teatro
El musical estadounidense Into the Woods de 1987 mezcla la historia de Rapunzel con la de otros personajes de cuentos de hadas como La Caperucita Roja y La Cenicienta.